# Bundestagswahlkreis Siegen-Wittgenstein
Der Bundestagswahlkreis Siegen-Wittgenstein (Wahlkreis 147; bis zur Bundestagswahl 2021 Wahlkreis 148) ist ein Wahlkreis in Nordrhein-Westfalen. Er umfasst den Kreis Siegen-Wittgenstein.
Der Wahlkreis wurde in diesem Zuschnitt, der den gesamten Kreis Siegen-Wittgenstein umfasst, mit der Wahlkreisreform zur Bundestagswahl 2002 wieder in den alten Wahlkreiszuschnitt gebracht, der seit 1949 bis zur Bundestagswahl 1980 bestanden hatte. Das Gebiet des Wahlkreises war von den Bundestagswahlen von 1983 bis 2002 auf die Wahlkreise „120 Siegen-Wittgenstein I“ und „121 Olpe – Siegen-Wittgenstein II“ aufgeteilt. Die Nordsiegerländer Städte Freudenberg, Kreuztal und Hilchenbach waren bei den Bundestagswahlen 1983, 1987, 1990, 1994 und 1998 dem Olper Wahlkreis 121 zugeschlagen. Zur Bundestagswahl 2013 wurde die Wahlkreisnummer von 149 in 148 geändert.

## Wahlkreisgeschichte
| Wahl      | Wahlkreisname                             | Gebiet                                                                          |
| --------- | ----------------------------------------- | ------------------------------------------------------------------------------- |
| 1949      | 66 Siegen-Stadt und -Land – Wittgenstein  | Kreisfreie Stadt Siegen, Kreis Siegen, Kreis Wittgenstein                       |
| 1953–1961 | 125 Siegen-Stadt und -Land – Wittgenstein | Kreisfreie Stadt Siegen, Kreis Siegen, Kreis Wittgenstein                       |
| 1965      | 125 Siegen – Wittgenstein                 | Kreisfreie Stadt Siegen, Kreis Siegen, Kreis Wittgenstein                       |
| 1969–1972 | 125 Siegen – Wittgenstein                 | Kreis Siegen1), Kreis Wittgenstein                                              |
| 1976      | 125 Siegen – Wittgenstein                 | Kreis Siegen-Wittgenstein                                                       |
| 1980–1998 | 120 Siegen-Wittgenstein I                 | Kreis Siegen-Wittgenstein ohne die Städte Freudenberg, Hilchenbach und Kreuztal |
| 2002–2009 | 149 Siegen-Wittgenstein                   | Kreis Siegen-Wittgenstein                                                       |
| 2013–2021 | 148 Siegen-Wittgenstein                   | Kreis Siegen-Wittgenstein                                                       |
| 2025–     | 147 Siegen-Wittgenstein                   | Kreis Siegen-Wittgenstein                                                       |

1)Die bis 1966 kreisfreie Stadt Siegen ist seither wieder kreisangehörige Stadt im Kreis Siegen (Kreis Siegen-Wittgenstein)

## Wahlkreisabgeordnete
| Wahl | Abgeordneter | Abgeordneter                                | Partei | Stimmen in % |
| ---- | ------------ | ------------------------------------------- | ------ | ------------ |
| 1949 |              | Theodor Siebel                              | CDU    | 38,0         |
| 1953 | 46,2         | Theodor Siebel                              | CDU    |              |
| 1957 | 51,4         | Theodor Siebel                              | CDU    |              |
| 1961 |              | Hermann Schmidt                             | SPD    | 41,6         |
| 1965 |              | Botho Prinz zu Sayn-Wittgenstein-Hohenstein | CDU    | 46,2         |
| 1969 |              | Hermann Schmidt                             | SPD    | 49,7         |
| 1972 | 54,0         | Hermann Schmidt                             | SPD    |              |
| 1976 | 48,4         | Hermann Schmidt                             | SPD    |              |
| 1980 | 49,5         | Hermann Schmidt                             | SPD    |              |
| 1983 |              | Paul Breuer                                 | CDU    | 50,6         |
| 1987 | 45,8         | Paul Breuer                                 | CDU    |              |
| 1990 | 45,6         | Paul Breuer                                 | CDU    |              |
| 1994 | 44,1         | Paul Breuer                                 | CDU    |              |
| 1998 |              | Marianne Klappert                           | SPD    | 46,4         |
| 2002 |              | Willi Brase                                 | SPD    | 44,3         |
| 2005 | 43,6         | Willi Brase                                 | SPD    |              |
| 2009 |              | Volkmar Klein                               | CDU    | 41,5         |
| 2013 | 45,8         | Volkmar Klein                               | CDU    |              |
| 2017 | 40,1         | Volkmar Klein                               | CDU    |              |
| 2021 | 33,6         | Volkmar Klein                               | CDU    |              |
| 2025 |              | Benedikt Büdenbender                        | CDU    | 34,1         |

## Wahlergebnisse

### Bundestagswahl 2025
| Kandidaten                                             | Kandidaten                        | Parteien/Listen     | Erststimmen | Erststimmen | Zweitstimmen | Zweitstimmen |
| Kandidaten                                             | Kandidaten                        | Parteien/Listen     | Stimmen     | %           | Stimmen      | %            |
| ------------------------------------------------------ | --------------------------------- | ------------------- | ----------- | ----------- | ------------ | ------------ |
|                                                        | Luiza Licina-Bode                 | SPD                 | 40.824      | 24,5        | 33.315       | 19,9         |
|                                                        | Benedikt Büdenbendergewählt im WK | CDU                 | 56.827      | 34,1        | 52.767       | 31,6         |
|                                                        | Laura Kraft                       | GRÜNE               | 12.486      | 7,5         | 14.338       | 8,6          |
|                                                        | Guido Müller                      | FDP                 | 5.300       | 3,2         | 6.630        | 4,0          |
|                                                        | Christian Zaum                    | AfD                 | 34.138      | 20,5        | 33.907       | 20,3         |
|                                                        | Katrin Fey                        | Die Linke           | 10.735      | 6,4         | 12.099       | 7,2          |
|                                                        | –                                 | Tierschutzpartei    | –           | –           | 1.910        | 1,1          |
|                                                        | Tobias Wied                       | Die PARTEI          | 2.179       | 1,3         | 1.004        | 0,6          |
|                                                        | –                                 | dieBasis            | –           | –           | 417          | 0,2          |
|                                                        | –                                 | Team Todenhöfer     | –           | –           | 244          | 0,1          |
|                                                        | Benjamin Grimm                    | FREIE WÄHLER        | 2.344       | 1,4         | 1.297        | 0,8          |
|                                                        | Luis Heinz                        | Volt                | 1.288       | 0,8         | 925          | 0,6          |
|                                                        | –                                 | MLPD                | –           | –           | 27           | 0,0          |
|                                                        | –                                 | PdF                 | –           | –           | 223          | 0,1          |
|                                                        | –                                 | BÜNDNIS DEUTSCHLAND | –           | –           | 209          | 0,1          |
|                                                        | –                                 | BSW                 | –           | –           | 7.526        | 4,5          |
|                                                        | –                                 | MERA25              | –           | –           | 43           | 0,0          |
|                                                        | Andreas Klein                     | WerteUnion          | 671         | 0,4         | 331          | 0,2          |
| Gesamt                                                 | Gesamt                            | Gesamt              | 166.792     | 100         | 167.212      | 100          |
|                                                        |                                   |                     |             |             |              |              |
| Ungültige Stimmen                                      | Ungültige Stimmen                 | Ungültige Stimmen   | 1.282       | 0,8         | 862          | 0,5          |
| Wähler                                                 | Wähler                            | Wähler              | 168.074     | 83,1        | 168.074      | 83,1         |
| Wahlberechtigte                                        | Wahlberechtigte                   | Wahlberechtigte     | 202.346     |             | 202.346      |              |
|                                                        |                                   |                     |             |             |              |              |
| Quellen: Die Bundeswahlleiterin, Kandidaten – Ergebnis |                                   |                     |             |             |              |              |

### Bundestagswahl 2021
| Kandidaten                                            | Kandidaten                 | Parteien/Listen      | Erststimmen | Erststimmen | Zweitstimmen | Zweitstimmen |
| Kandidaten                                            | Kandidaten                 | Parteien/Listen      | Stimmen     | %           | Stimmen      | %            |
| ----------------------------------------------------- | -------------------------- | -------------------- | ----------- | ----------- | ------------ | ------------ |
|                                                       | Volkmar Kleingewählt im WK | CDU                  | 54.042      | 33,6        | 42.161       | 26,2         |
|                                                       | Luiza Licina-Bode          | SPD                  | 48.897      | 30,4        | 50.327       | 31,3         |
|                                                       | Guido Müller               | FDP                  | 13.586      | 8,4         | 18.597       | 11,6         |
|                                                       | Henning Zoz                | AfD                  | 14.424      | 9,0         | 14.709       | 9,1          |
|                                                       | Laura Manuela Kraft        | GRÜNE                | 16.624      | 10,3        | 17.842       | 11,1         |
|                                                       | Ekkard Büdenbender         | DIE LINKE            | 4.900       | 3,0         | 5.726        | 3,6          |
|                                                       | Tobias Wied                | Die PARTEI           | 3.385       | 2,1         | 2.043        | 1,3          |
|                                                       | –                          | Tierschutzpartei     | –           | –           | 2.099        | 1,3          |
|                                                       | –                          | PIRATEN              | –           | –           | 485          | 0,3          |
|                                                       | Horst Günter Linde         | FREIE WÄHLER         | 1.868       | 1,2         | 1.340        | 0,8          |
|                                                       | –                          | NPD                  | –           | –           | 166          | 0,1          |
|                                                       | –                          | ÖDP                  | –           | –           | 358          | 0,2          |
|                                                       | –                          | V-Partei³            | –           | –           | 103          | 0,1          |
|                                                       | –                          | Gesundheitsforschung | –           | –           | 182          | 0,1          |
|                                                       | –                          | MLPD                 | –           | –           | 24           | 0,0          |
|                                                       | –                          | Die Humanisten       | –           | –           | 156          | 0,1          |
|                                                       | –                          | DKP                  | –           | –           | 47           | 0,0          |
|                                                       | –                          | SGP                  | –           | –           | 7            | 0,0          |
|                                                       | Hubert Weber               | dieBasis             | 2.215       | 1,4         | 2.107        | 1,3          |
|                                                       | –                          | Bündnis C            | –           | –           | 467          | 0,3          |
|                                                       | –                          | du.                  | –           | –           | 68           | 0,0          |
|                                                       | –                          | LIEBE                | –           | –           | 198          | 0,1          |
|                                                       | –                          | LKR                  | –           | –           | 36           | 0,0          |
|                                                       | –                          | PdF                  | –           | –           | 51           | 0,0          |
|                                                       | –                          | LfK                  | –           | –           | 134          | 0,1          |
|                                                       | –                          | Team Todenhöfer      | –           | –           | 886          | 0,6          |
|                                                       | Inka Berg                  | Volt                 | 836         | 0,5         | 679          | 0,4          |
|                                                       | Roland Meister             | Einzelbewerber a     | 49          | 0,0         | –            | –            |
| Gesamt                                                | Gesamt                     | Gesamt               | 160.826     | 100         | 160.998      | 100          |
|                                                       |                            |                      |             |             |              |              |
| Ungültige Stimmen                                     | Ungültige Stimmen          | Ungültige Stimmen    | 1.336       | 0,8         | 1.164        | 0,7          |
| Wähler                                                | Wähler                     | Wähler               | 162.162     | 78,1        | 162.162      | 78,1         |
| Wahlberechtigte                                       | Wahlberechtigte            | Wahlberechtigte      | 207.672     |             | 207.672      |              |
|                                                       |                            |                      |             |             |              |              |
| Quellen: Die Bundeswahlleiterin, Kandidaten – Stimmen |                            |                      |             |             |              |              |

### Bundestagswahl 2017
| Direktkandidat   | Partei   | Erststimmen in % | Zweitstimmen in % |
| ---------------- | -------- | ---------------- | ----------------- |
| Volkmar Klein    | CDU      | 40,1             | 34,0              |
| Heiko Becker     | SPD      | 30,2             | 26,4              |
| Hermann Siebdrat | FDP      | 7,3              | 11,9              |
| Simon Rock       | GRÜNE    | 4,3              | 5,5               |
| Sylvia Gabelmann | LINKE    | 5,9              | 7,8               |
| Andreas Appelt   | AfD      | 9,8              | 10,7              |
|                  | Sonstige | 2,3              | 3,7               |

### Bundestagswahl 2013
| Direktkandidat | Partei   | Erststimmen in % | Zweitstimmen in % |
| -------------- | -------- | ---------------- | ----------------- |
| Volkmar Klein  | CDU      | 45,8             | 41,5              |
| Willi Brase    | SPD      | 36,5             | 32,0              |
| Helga Daub     | FDP      | 2,2              | 4,7               |
| Peter Neuhaus  | GRÜNE    | 5,1              | 6,4               |
| Peter Schulte  | LINKE    | 4,5              | 5,8               |
| Nils Faerber   | PIRATEN  | 1,8              | 1,8               |
|                | Sonstige | 3,0              | 4,7               |

### Bundestagswahl 2009
| Direktkandidat | Partei               | Erststimmen in % | Zweitstimmen in % | Bundestagswahl 2005 Zweitstimmen in % |
| -------------- | -------------------- | ---------------- | ----------------- | ------------------------------------- |
| Volkmar Klein  | CDU                  | 41,5             | 34,8              | 36,6                                  |
| Willi Brase    | SPD                  | 39,1             | 28,9              | 39,1                                  |
| Helga Daub     | FDP                  | 10,0             | 14,9              | 9,5                                   |
| —              | GRÜNE                | —                | 8,6               | 5,8                                   |
| Peter Schulte  | LINKE                | 7,8              | 8,0               | 5,2                                   |
| —              | REP                  | —                | 0,4               | 0,8                                   |
| —              | Die Tierschutzpartei | —                | 0,6               | 0,6                                   |
| Stefan Flug    | NPD                  | 1,6              | 1,2               | 0,8                                   |
| —              | FAMILIE              | —                | 0,5               | 0,4                                   |
| —              | PIRATEN              | —                | 1,3               | —                                     |
| —              | RRP                  | —                | 0,1               | —                                     |
| —              | Zentrum              | —                | 0,0               | 0,0                                   |
| —              | BüSo                 | —                | 0,1               | 0,0                                   |
| —              | Volksabstimmung      | —                | 0,1               | 0,1                                   |
| —              | MLPD                 | —                | 0,0               | 0,0                                   |
| —              | PSG                  | —                | 0,0               | 0,0                                   |
| —              | RENTNER              | —                | 0,3               | —                                     |
| —              | ödp                  | —                | 0,1               | —                                     |